# Prefettura autonoma yi di Chuxiong
La prefettura autonoma yi di Chuxiong (in cinese: 楚雄彝族自治州, pinyin: Chǔxióng Yízú Zìzhìzhōu) è una prefettura autonoma della provincia dello Yunnan, in Cina.
Porta il nome del principale gruppo etnico che vi abita, gli Yi.

## Suddivisioni amministrative
- Chuxiong
- Contea di Shuangbai
- Contea di Mouding
- Contea di Nanhua
- Contea di Yao'an
- Contea di Dayao
- Contea di Yongren
- Contea di Yuanmou
- Contea di Wuding
- Contea di Lufeng